# Pfarrkirche Neuhaus (Weissenbach an der Triesting)

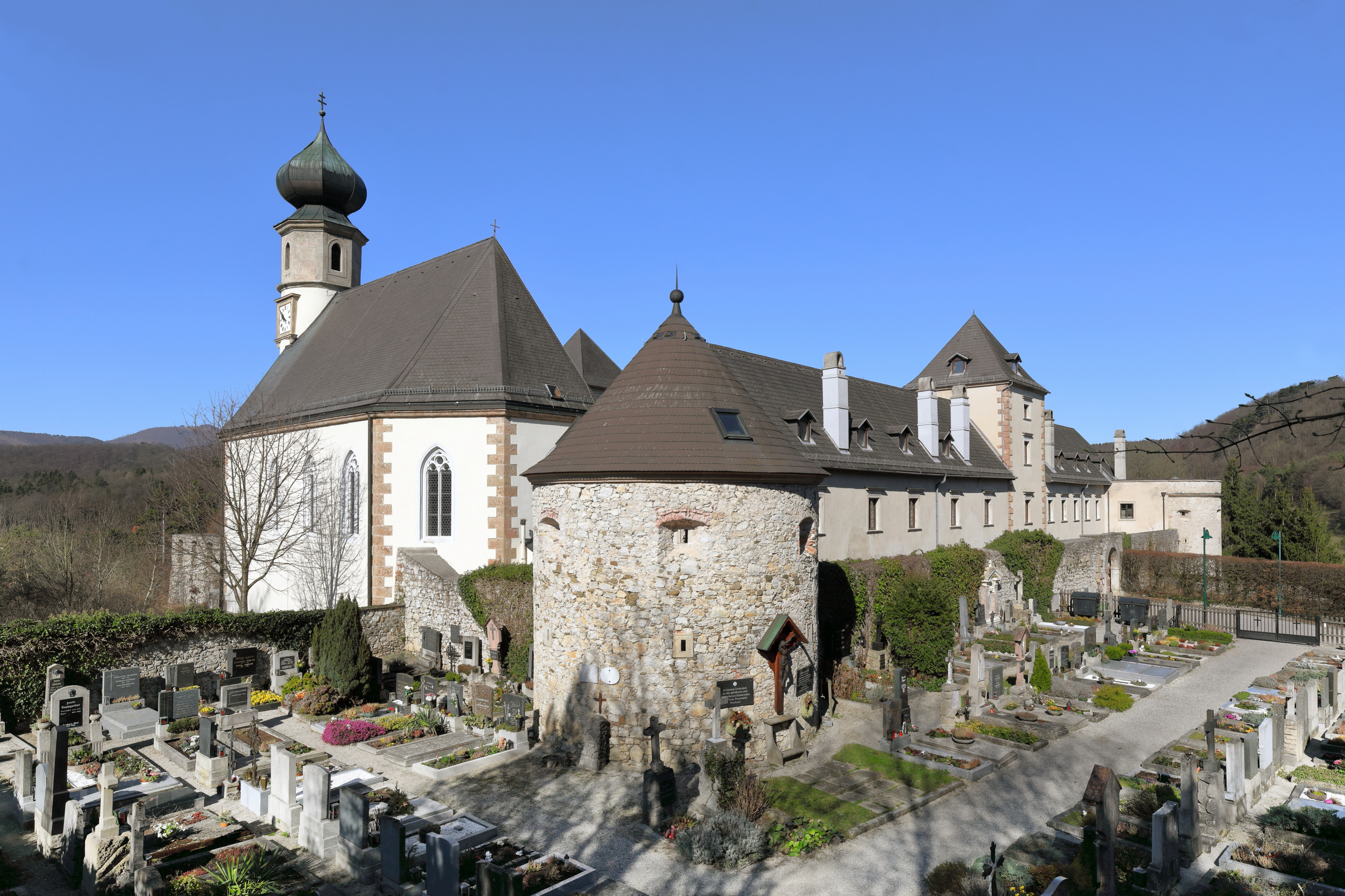
Katholische Pfarrkirche hl. Johannes Nepomuk bei der Burg Neuhaus in Weissenbach an der Triesting

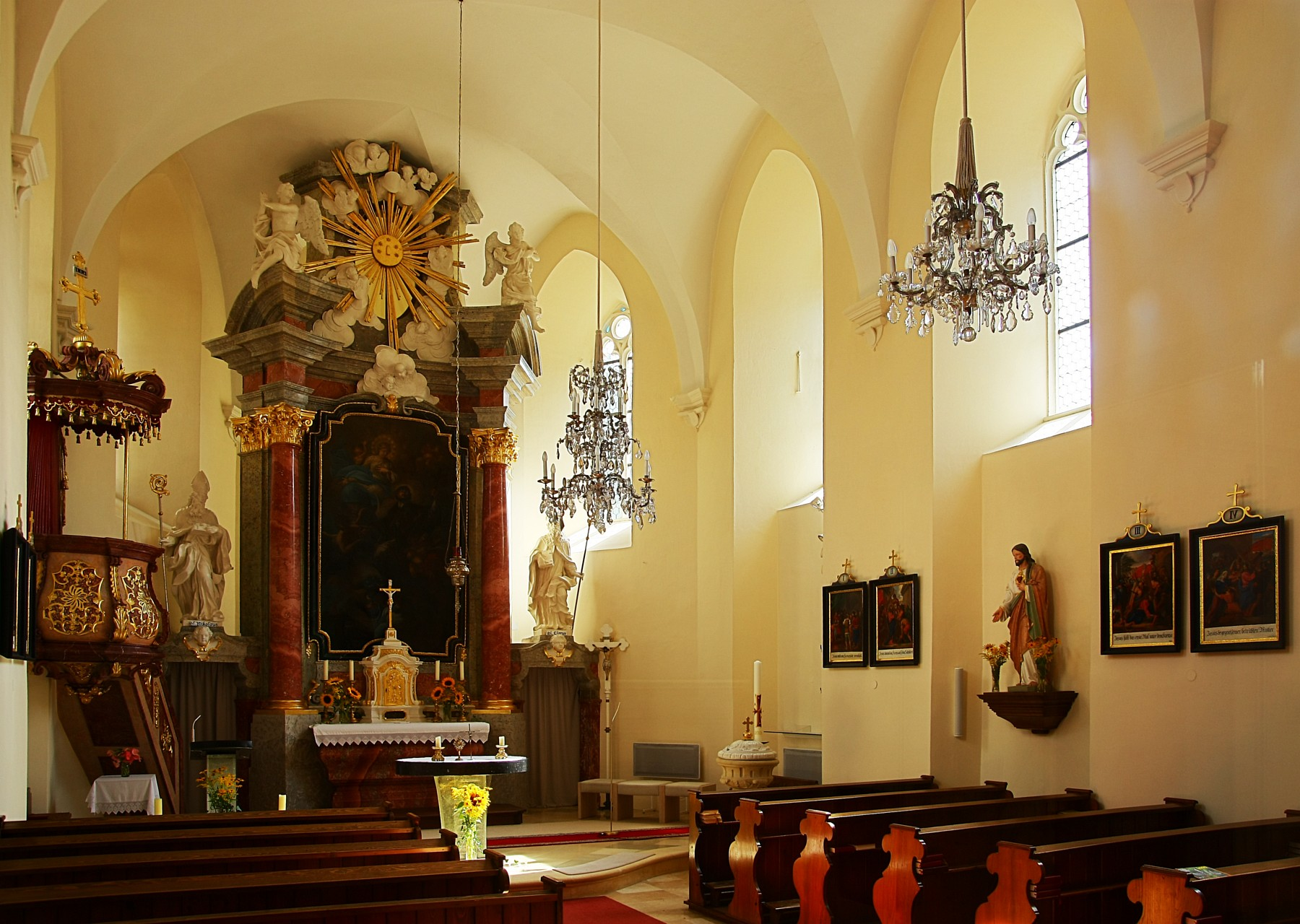
Langhaus, Blick zum Chor

Die Pfarrkirche Neuhaus steht eigenständig im Südosten der Anlage der Burg Neuhaus oberhalb des Ortes Neuhaus in der Marktgemeinde Weissenbach an der Triesting im Bezirk Baden in Niederösterreich. Die dem Patrozinium hl. Johannes Nepomuk unterstellte römisch-katholische Pfarrkirche gehört zum Dekanat Pottenstein im Vikariat unter dem Wienerwald der Erzdiözese Wien. Die Kirche und die Burganlage stehen unter Denkmalschutz (Listeneintrag).

## Geschichte
Zwischen 1607 und 1612 wurde eine protestantische Schlosskapelle unter Hans Christoph von Wolzogen erbaut. Ursprüngliche Glasscheiben sind mit 1610 bezeichnet. 1694 wurde in der Burg eine Glasfabrik eingerichtet. 1733 wurde durch Kaiser Karl VI. ein Kuratbenefizium für die Arbeiter der Spiegelfabrik gestiftet und die Kirche neu eingerichtet. 1783 wurde die Kirche zur Pfarrkirche erhoben. Schwere Kriegsschäden aus 1945 wurden wieder beseitigt. 

## Architektur
Das Kirchenäußere zeigt einen einheitlich nachgotischen Saalbau mit einem Dreiachtelschluss und einem westlich vorgestellten Rundturm. Die Kirche hat profilierte zweibahnige Spitzbogenfenster mit Maßwerk. Das nördliche Rechteckportal mit einem Giebelaufsatz entstand im zweiten Viertel des 18. Jahrhunderts. Der Turm hat eine achtseitige Glockenstube und trägt einen Zwiebelhelm. Im Osten am Chorscheitel steht ein kleiner quadratischer Sakristeianbau.
Das Kircheninnere zeigt einen vierjochigen Saalraum unter einem Kreuzgratgewölbe auf Konsolen mit leeren Wappenkartuschen, die hoch sitzenden Fenster liegen in tiefen nischenartigen Laibungen, der Chor schließt ohne Einziehung mit einem Dreiachtelschluss. Die dreiachsige kreuzgratunterwölbte Westempore ist mit Rundbogenarkaden mit toskanischen Säulen geöffnet, in den Bogenzwickeln sind die Wappen Wolzogen und Dietrichstein der zweiten Gemahlin Hans Christophs, darüber zeigt sich die Brüstung mit schlanken Balustersäulchen. Die Steingewändetüren unter der Empore und hinter dem Hochaltar zur Sakristei haben gerade Bekrönungen aus Wappenkonsolen Wolzogen und Dietrichstein.

## Ausstattung
Der Hochaltar als frei stehende Säulenädikula unter einem kräftig einschwingenden Gebälk mit Sprenggiebelkröpfen über den korinthischen Säulen und Volutenaufsatz zeigt das Altarblatt hl. Johannes Nepomuk auf Wolken schwebend von Maria in der Himmelsglorie empfangen, am unteren Bildrand sieht man den Brückensturz, im Aufsatz Zunge des hl. Johannes Nepomuk im Strahlenkranz von Cherubsköpfen. Über den seitlichen Opfergangsportalen stehen die Statuen der Heiligen Clarus und Nikolaus als Patrone der Spiegelerzeugung. Die Orgel aus 1891 stammt von Johann M. Kauffmann.

## Grabdenkmäler
Ein Marmorgruftdeckel mit reichen Rahmenornamenten und dem Wappen Hans Christoph Wolzogen 1620 befindet sich vor dem Hochaltar, darunter befindet sich eine geräumige gewölbte Gruft.